# Josiah Ogden Hoffman (Politiker, 1793)
Josiah Ogden Hoffman (* 3. Mai 1793 in New York City; † 1. Mai 1856 ebenda) war ein US-amerikanischer Jurist und Politiker. Zwischen 1837 und 1841 vertrat er den Bundesstaat New York im US-Repräsentantenhaus. Der Attorney General von New York Josiah Ogden Hoffman (Politiker, 1766) war sein Vater.

## Werdegang
Josiah Ogden Hoffman wurde ungefähr zehn Jahre nach dem Ende des Unabhängigkeitskrieges in New York geboren. Er studierte klassische Altertumswissenschaft und graduierte dann 1812 am Columbia College. Nach dem Ausbruch des Britisch-Amerikanischen Krieges im selben Jahr verpflichtete er sich in der US Navy. Hoffman diente dort drei Jahre lang und bekleidete 1814 den Dienstgrad eines Midshipman. Nach seinem Ausscheiden aus der US Navy studierte er Jura und begann nach dem Erhalt seiner Zulassung als Anwalt in Goshen zu praktizieren. Zwischen 1823 und 1826 war er Bezirksstaatsanwalt (district attorney) im Orange County. Danach kehrte er wieder nach New York City zurück. In den Jahren 1825, 1826 und 1828 saß er in der New York State Assembly. Danach ging er zwischen 1829 und 1835 einer Beschäftigung als Bezirksstaatsanwalt in New York City nach.
Politisch gehörte er der Whig Party an. Bei den Kongresswahlen des Jahres 1836 wurde er im dritten Wahlbezirk von New York in das US-Repräsentantenhaus in Washington, D.C. gewählt, wo er am 4. März 1837 die Nachfolge von Gideon Lee, John McKeon und Ely Moore antrat, welche zuvor zusammen den dritten Distrikt im US-Repräsentantenhaus vertreten hatten. Hoffman wurde im Jahr 1840 wiedergewählt. Er schied dann nach dem 3. März 1841 aus dem Kongress aus. Danach war er zwischen 1841 und 1845 als United States Attorney for the Southern District of New York tätig sowie vom 8. November 1853 bis zum 7. November 1855 als Attorney General von New York. Er verstarb am 1. Mai 1856 in New York City und wurde dann in der Kirchengruft der St.-Mark-Kirche beigesetzt.